# Čapí dobrodružství
Čapí dobrodružství (v anglickém originále Storks) je americký animovaný film z roku 2016. Režiséry filmu jsou Nicholas Stoller a Doug Sweetland. Hlavní role ve filmu ztvárnili Andy Samberg, Katie Crown, Kelsey Grammer, Keegan-Michael Key a Jordan Peele.

## Obsazení
| Andy Samberg       | Junior        |
| Katie Crown        | Tulip         |
| Kelsey Grammer     | Hunter        |
| Keegan-Michael Key | Alpha         |
| Jordan Peele       | Beta          |
| Anton Starkman     | Nate Gardner  |
| Jennifer Aniston   | Sarah Gardner |
| Ty Burrell         | Henry Gardner |
| Danny Trejo        | Jasper        |